# Actinia mediterranea
Actinia mediterranea is een zeeanemonensoort uit de familie Actiniidae. De anemoon komt uit het geslacht Actinia. Actinia mediterranea werd in 1971 voor het eerst wetenschappelijk beschreven door Schmidt. Het is gewone zeeanemoon die wordt aangetroffen op rotsachtige kusten langs het hele verspreidingsgebied in de Middellandse Zee, de Portugese kusten en de kust van Noordwest-Afrika. Vanwege de sterke gelijkenis wordt deze soort vaak verward met de paardenanemoon (Actinia equina).

## Beschrijving
Actinia mediterranea is een solitaire anemoon die op rotsen is bevestigd met zijn cilindrische voet die als zuignap wordt gebruikt. Onder water vertoont deze anemoon een groot aantal korte en intrekbare tentakels die in zes concentrische rijen zijn gerangschikt. Het zachte lichaam is glad en helderrood met een fijne blauwe rand aan de voetbasis. Deze karakteristieke blauwe rand is een onderscheidend punt om het verschil te maken met de paardenanemoon, maar de grootte kan ook helpen, aangezien Actinia mediterranea iets groter is (5 tot 7 cm) dan zijn naaste verwant (3 tot 5 cm).

## Leefgebied
Actinia mediterranea leeft in het intergetijdengebied, gefixeerd op rotsen die meestal verborgen zijn voor direct zonlicht, en kan zowel op blootgestelde als beschutte plaatsen worden gevonden. Deze anemoon is zeer aangepast aan de harde levensomstandigheden en kan getijden, temperatuur- en zoutvariaties en ook uitdroging verdragen. Bij eb trekken de tentakels zich terug en lijkt de anemoon op een compacte rode klodder als een kleine tomaat.